# خاکسپاری در برلین (فیلم)
خاکسپاری در برلین (انگلیسی: Funeral in Berlin) فیلمی بریتانیایی در سبک جاسوسی به کارگردانی گای همیلتون است که در سال ۱۹۶۶ منتشر شد. از بازیگران آن می‌توان به مایکل کین، اسکار هومولکا، ریچل گورنی و گای دولمن اشاره کرد.